# Bonfoy–Barstow House
A Bonfoy–Barstow House é uma casa histórica na aldeia de West Winfield, no condado de Herkimer, estado americano de Nova Iorque. Situa-se na 485 East Main Street.
O edifício foi incluído, em 24 de agosto de 2011, no Registro Nacional de Lugares Históricos, uma organização que preserva estruturas nos Estados Unidos. Essa casa é uma das duas que estão nesse condado e é um exemplo da arquitetura da classe média comum no final do século XIX.